# Suzie Diamond
Suzie Diamond, född 8 augusti 1984 i Galanta i Slovakien, är en slovakisk porrskådespelare. Hon blandas ibland ihop med Diana Doll, som tidigare var känd som Sue Diamond.

## Nomineringar och utmärkelser
- 2005 Ninfa Prize nominering – Best Starlette – Enjoy the Abyss[3]
- 2008 AVN Award nominering – Female Foreign Performer of the Year[4]
- 2009 Hot d'Or nominering – Best European Actress – Dorcel Airlines Paris/New York[5]